# 奈良武次
奈良 武次（なら たけじ、慶応4年4月6日（1868年4月28日） - 昭和37年（1962年）12月21日）は、日本陸軍の軍人。最終階級は陸軍大将。男爵。

## 経歴
農業を営み、村議会議員を務めた奈良彦一郎と母ふみ子（宇都宮藩士の娘）の次男として下野国都賀郡南摩村上南摩（現・栃木県鹿沼市）に生れる。兄は彦作。6歳で村の寺子屋で、元日光の士族入江裕次郎に四書五経を学ぶ。進文学舎、陸軍有斐学校を経て、明治22年（1889年）7月、陸軍士官学校（旧11期）を卒業、砲兵少尉任官、近衛野砲兵連隊付となる。明治26年（1893年）11月、陸軍砲工学校高等科を優等で卒業。日清戦争では、臨時徒歩砲兵第2大隊副官として出征した。要塞砲兵監副官を経て、明治32年（1899年）12月、陸軍大学校（13期）を卒業した。参謀本部出仕（第3部）、陸軍省軍務局課員、由良要塞砲兵連隊大隊長、ドイツ駐在などを歴任。
日露戦争では、第3軍攻城砲兵司令部員として出征し、独立重砲兵旅団司令部員となった。日露戦後は軍務局課員（軍事課）、ドイツ駐在、軍務局砲兵課長、陸軍省（上原勇作陸軍大臣）副官などを経て、大正3年（1914年）8月、陸軍少将に進級。奈良は反長州閥であり、宇都宮太郎の同志であった。支那駐屯軍司令官、青島守備軍参謀長、軍務局長を歴任。大正7年（1918年）7月、陸軍中将となり、第一次世界大戦講和会議に陸軍委員として派遣された。さらに、東宮武官、侍従武官、東宮武官長、侍従武官長を歴任。大正13年（1924年）8月、陸軍大将となり、昭和8年（1933年）4月、男爵の位を叙爵し華族となり後備役に編入。1939年（昭和14年）4月1日に退役した。

## 侍従武官長時代
満洲事変後、国際連盟の中で未だ満州に関する処理で話し合いが続けられている最中にもかかわらず関東軍が中国と旧満州の境に兵を進める熱河作戦について、昭和天皇は国際連盟の反応を懸念してこれを中止したいと考え「統帥権最高命令によって作戦発動を中止せしめ得ざるや」と作戦の中止を奈良に打診した。これに対し奈良は「それは閑院宮・陸軍参謀総長がいらしてからに」とこれを受け流した。しかし昭和天皇は尚、諦めず「さっき聞いたことについてはどうだ」と側近に書かせた手紙を奈良に送ったが、奈良は参内せず「天皇のご命令をもって作戦を中止しようとすれば紛擾を惹起し政変の原因になるかもしれず」と手紙で返答している。こうして奈良は熱河作戦を天皇が強権を以って止めれば陸軍によって首相が殺され五・一五事件と同じような事態が起こる可能性を示唆して昭和天皇を脅迫し、統帥最高命令による作戦中止命令の発動を阻止することに成功した。
奈良はその以前からも、関東軍の独断専行を懸念しこれを制限したいという昭和天皇の意向を拒絶したり、上海からの陸軍撤退の下問を受け流す等、世論の陸軍支持の流れを重視し、天皇の国際協調・穏健路線を否定・非難する立場から度々天皇の打診を拒否して陸軍および陸軍参謀本部の判断と行動に関する昭和天皇の干渉を遮った。
侍従武官長勇退の際には後任に満州事変勃発時の関東軍最高司令官であった本庄繁を推薦している。昭和天皇は本庄がかつて「満州事変は関東軍による謀略と聞くがどうか？」との自分の質問に対して「断じて軍の謀略ではありません」と答えたことに根ざした不信感から本庄の侍従武官長就任を何度も拒否したが、奈良は天皇の意向を無視して本庄を着任させている。

## 退役後
退役後は大日本武徳会会長、枢密顧問官、軍人援護会会長を歴任し、昭和21年（1946年）8月、公職追放となった。
昭和26年（1951年）3月3日、皇太子裕仁親王の欧州訪問30周年の記念日にあたり、奈良を含む当時の随行者らが皇居に招かれた。昭和27年（1952年）、追放解除。昭和37年（1962年）、94歳で死去。極東国際軍事裁判では特に起訴されていない。

## 栄典

### 位階
- 1892年（明治25年）2月3日 - 正八位[9][10]
- 1893年（明治26年）1月10日 - 従七位[9][11]
- 1896年（明治29年）5月15日 - 正七位[9][12]
- 1901年（明治34年）8月31日 - 従六位[9][13]
- 1905年（明治38年）4月7日 - 正六位[9][14]
- 1910年（明治43年）5月21日 - 従五位[9][15]
- 1914年（大正3年）10月20日 - 正五位[9][16]
- 1918年（大正7年）8月30日 - 従四位[9][17]
- 1922年（大正11年）12月11日 - 正四位[9][18]
- 1924年（大正13年）12月27日 - 従三位[9][19]
- 1928年（昭和3年）1月16日 - 正三位[9][20]
- 1933年（昭和8年）2月1日 - 従二位[9][21]
- 1944年（昭和19年）3月15日 - 正二位[9][22]

### 勲章等
- 1895年（明治28年）
  - 11月9日 - 功五級金鵄勲章・勲六等瑞宝章[9]
  - 11月18日 - 明治二十七八年従軍記章[9]
- 1901年（明治34年）11月30日 - 勲五等瑞宝章[9]
- 1902年（明治35年）5月10日 - 明治三十三年従軍記章[9][23]
- 1905年（明治38年）11月30日 - 勲四等瑞宝章[9][24]
- 1906年（明治39年）4月1日 - 功三級金鵄勲章・勲三等旭日中綬章・明治三十七八年従軍記章[9][25]
- 1912年（大正元年）8月1日 - 韓国併合記念章[9]
- 1915年（大正4年）11月7日 - 勲二等旭日重光章[9][26]・大正三四年従軍記章[9]
- 1918年（大正7年）9月29日 - 金杯一個[9]
- 1920年（大正9年）9月7日 - 勲一等旭日大綬章[9][27]・大正三年乃至九年戦役従軍記章・戦捷記章[9]
- 1921年（大正10年）
  - 5月30日 - 金杯一組[9]
  - 10月5日 - 金杯一組[9]
- 1924年（大正13年）1月26日 - 金杯一組[9]
- 1928年（昭和3年）
  - 11月10日 - 大礼記念章（昭和）[9]
  - 12月28日 - 金杯一組[9]
- 1931年（昭和6年）3月20日 - 帝都復興記念章[9][28]
- 1933年（昭和8年）4月25日 - 男爵[9]
- 1934年（昭和9年）4月29日 - 旭日桐花大綬章[9]
- 1937年（昭和12年）1月15日 - 御紋付銀杯[9]
- 1940年（昭和15年）
  - 4月29日 - 銀杯一組[9]
  - 8月15日 - 紀元二千六百年祝典記念章[9][29]

### 外国勲章佩用允許
- 1911年（明治44年）1月18日 - フランス共和国：レトアールノアル勲章コマンドゥール[9]
- 1915年（大正4年）8月5日 - 中華民国：二等嘉禾章[9]
- 1918年（大正7年）
  - 1月31日 - 中華民国：二等文虎勲章[9]
  - 12月19日 - 中華民国：二等宝光嘉禾章[9]
- 1920年（大正9年）
  - 7月11日 - パナマ共和国：ラソリダリダ第一等記章[9]
  - 7月28日 - 中華民国：一等文虎勲章[9]
- 1921年（大正10年）9月23日
  - イギリス王国：ヴィクトリア勲章ナイトグランドクロス[9]
  - フランス共和国：レジオンドヌール勲章グラントフィシエ[9]
  - イタリア王国：クーロンヌ勲章グランクロア[9]
  - ベルギー王国：レオポール第二世勲章グランクロア[9]
  - オランダ王国：剣付オランジュナッソー勲章グランクロア[9]
  - ローマ教皇庁：グランクロア・サングレゴアル・ミリテール勲章[9]
- 1938年（昭和13年）7月9日 - 満洲国：勲一位龍光大綬章[9][30]
- 1941年（昭和16年）12月9日 -  満洲国：建国神廟創建記念章[9]

## 親族
- 妻 奈良光子 梅田義信（横浜市長）の娘。

## 著作
- 『侍従武官長奈良武次日記・回顧録』全4巻、柏書房、2000年、新版2012年
- 『陸軍大将奈良武次日記　第一次世界大戦と日本陸軍』上・下。大正元年～大正九年の日記

黒沢文貴ほか全5名編、原書房「明治百年史叢書」、2020-2021年

## 評伝
- 波多野勝『奈良武次とその時代』芙蓉書房出版、2015年

## 登場する作品
- 能條純一『昭和天皇物語』（原作：半藤一利「昭和史」、脚本：永福一成、監修：志波秀宇、小学館『ビッグコミックオリジナル』連載、2017年 - ）